# Rudolf II van Clermont
Rudolf II/III (Raoul) van Clermont-Nesle (circa 1245 - Kortrijk, 11 juli 1302) was van 1286 tot aan zijn dood heer van Nesle, van 1283 tot aan zijn dood grootkamerheer van Frankrijk en van 1285 tot aan zijn dood connétable van Frankrijk. Hij behoorde tot het huis Clermont. 

## Levensloop
Rudolf II was de oudste zoon van Simon II van Clermont, heer van Nesle, en diens echtgenote Adelheid, dochter van graaf Amalrik VI van Montfort. In 1286 volgde hij zijn vader op als heer van Nesle. In 1283 werd hij benoemd tot grootkamerheer van Frankrijk en in 1285 tot connétable. 
Hij nam deel aan verschillende belangrijke militaire campagnes van koning Lodewijk IX van Frankrijk: zo nam hij in 1270 deel aan de Achtste Kruistocht in Tunis. Ook nam hij waarschijnlijk deel aan de Aragonese Kruistocht en vocht hij in de oorlog tegen het graafschap Vlaanderen. Rudolf II en zijn broer Gwijde I, die maarschalk van Frankrijk was, werden door koning Filips IV van Frankrijk naar Vlaanderen gestuurd om de vijand aan te vallen bij het beleg van Rijsel (1297), waarbij de Fransen een overwinning behaalden en heel wat soldaten gevangen konden nemen. In 1302 vocht hij samen met zijn broer Gwijde onder leiding van Robert II van Artesië tegen de Vlaamse troepen in de Guldensporenslag. De Fransen werden verpletterend verslagen en zowel Rudolf II, Gwijde als Robert II van Artesië sneuvelden. Vermoedelijk werd hij als heer van Nesle opgevolgd door zijn dochter Adelheid, maar dit wordt in geen enkel contemporain document vermeld.

## Huwelijken en nakomelingen
Rudolf II huwde in 1268 met Adelheid van Dreux (1255-1293), burggravin van Châteaudun. Ze kregen volgende kinderen:
- Adelheid (1275-1330), burggravin van Châteaudun en vrouwe van Mondoubleau, huwde in 1286 met heer Willem van Dendermonde, zoon van graaf van Vlaanderen Gwijde van Dampierre, en in 1312 met Jan I van Chalon-Arlay, heer van Salins.
- Isabella (overleden in 1324), vrouwe van Semblançay, huwde met heer Hugo van Montfort-le-Gesnois
- Beatrix (overleden in 1320), huwde met Aymer de Valence, graaf van Pembroke en heer van Montignac.

In januari 1296 huwde hij met zijn tweede echtgenote Isabella (overleden in 1305), dochter van Jan II van Avesnes, graaf van Henegouwen en Holland. Het huwelijk bleef kinderloos.

## Voorouders
| Voorouders van Rudolf II van Clermont (1245-1302) | Voorouders van Rudolf II van Clermont (1245-1302)                  | Voorouders van Rudolf II van Clermont (1245-1302)                  | Voorouders van Rudolf II van Clermont (1245-1302)                  | Voorouders van Rudolf II van Clermont (1245-1302)                  | Voorouders van Rudolf II van Clermont (1245-1302)                  | Voorouders van Rudolf II van Clermont (1245-1302)                  | Voorouders van Rudolf II van Clermont (1245-1302)                    | Voorouders van Rudolf II van Clermont (1245-1302)                    |
| ------------------------------------------------- | ------------------------------------------------------------------ | ------------------------------------------------------------------ | ------------------------------------------------------------------ | ------------------------------------------------------------------ | ------------------------------------------------------------------ | ------------------------------------------------------------------ | -------------------------------------------------------------------- | -------------------------------------------------------------------- |
| Overgrootouders                                   | ? (-) ∞ ? (-)                                                      | ? (-) ∞ ? (-)                                                      | Jan van Nesle (-1200) ∞ ? (-)                                      | Jan van Nesle (-1200) ∞ ? (-)                                      | Simon IV van Montfort (1160-1218) ∞ Alix van Montmorency (–)       | Simon IV van Montfort (1160-1218) ∞ Alix van Montmorency (–)       | Guigo VI van Bourgondië (1184-1237) ∞ Beatrix van Sabran (1182-1248) | Guigo VI van Bourgondië (1184-1237) ∞ Beatrix van Sabran (1182-1248) |
| Grootouders                                       | Rudolf I van Clermont (1187-1226) ∞ Gertrude van Nesle (1175-1239) | Rudolf I van Clermont (1187-1226) ∞ Gertrude van Nesle (1175-1239) | Rudolf I van Clermont (1187-1226) ∞ Gertrude van Nesle (1175-1239) | Rudolf I van Clermont (1187-1226) ∞ Gertrude van Nesle (1175-1239) | Amalrik VI van Montfort (1195-1241) ∞ Beatrix van Viennois (-1241) | Amalrik VI van Montfort (1195-1241) ∞ Beatrix van Viennois (-1241) | Amalrik VI van Montfort (1195-1241) ∞ Beatrix van Viennois (-1241)   | Amalrik VI van Montfort (1195-1241) ∞ Beatrix van Viennois (-1241)   |
| Ouders                                            | Simon II van Clermont (1210-1286) ∞ Adela van Montfort (1230-1279) | Simon II van Clermont (1210-1286) ∞ Adela van Montfort (1230-1279) | Simon II van Clermont (1210-1286) ∞ Adela van Montfort (1230-1279) | Simon II van Clermont (1210-1286) ∞ Adela van Montfort (1230-1279) | Simon II van Clermont (1210-1286) ∞ Adela van Montfort (1230-1279) | Simon II van Clermont (1210-1286) ∞ Adela van Montfort (1230-1279) | Simon II van Clermont (1210-1286) ∞ Adela van Montfort (1230-1279)   | Simon II van Clermont (1210-1286) ∞ Adela van Montfort (1230-1279)   |